# Зона Б
Зона Б је српска рок блуз музичка група из Београда, основана 1986. године.

## Историјат
Бивши басиста групе Идоли Зденко Колар и бубњар Душан Ристић Риста формирали су групу Зона Б, 29. новембра 1986. године. Након неколико промена у саставу бенда, сталну поставу чинили су Јован Лоле Савић (вокал), Душан Дуда Безуха (гитара), Томислав Тома Ракијаш (гитара) и Владимир Буца Филиповић (клавијатура). Бенд је изводио обраде блуз песама Б. Б. Кинга, Мадија Вотерса и Џеј Џеј Кејла и постали један од најистакнутијих београдских клупских бендова.
Године 1991. бенд је објавио први студијски албум под називом Бестселер на коме су биле обраде блуз класика, а продуцирао га је Душан Безуха. На албуму су се нашле обраде песама Oh Well, Spoonful, Cocaine, Tobacco Road и друге. Албум је објављен под окриљем издавачке куће ПГП РТБ, а на њему су гостовали Беби Дол на вокалу и Петар Пера Миладиновић на хармоници.
Наредни албум под називом Juke-Box поред обрада песама садржи и две песме бенде које су написали Безуха и Савић, My woman и Don't put me down, а објављен је 1993. године. Албум је продуцирао Безуха, а објављен је за ПГП РТС. Гости на албуму били су Саша Локнер (хамондове оргуље), Светозар Зоран Божиновић (гитара, вокал), Петар Пера Милановић (хармоника), Мирослав Цветковић Цвеле (бас, вокал) и Иван Божиновић (вокал). Након објављивања албума Савић, Ракијаш и Филиповић напустили су бенд, а заменили су их Зоран Божиновић (бивши члан Поп машине и Рок машине, гитара и вокал) и Љуба Ђорђевић (хармоника). У новом саставу изведена је Божиновићева песма Негде далеко коју је у оригиналу снимио бенд Поп машина. Песма се појавила на компилацији .
Године 1999. бенд је објавио албум Пират, за издавачку кућу Round records. На албуму су гостивали Влада Дивљан (гитара), Огњан Оги Радивојевић (хамондове оргуље), Петар Радмиловић Пера (бубњеви), Мирослав Цветковић Цвеле (вокал) и Ивана Ћосић (вокал). Након објављивања албума Ђорђевић је напустио групу, а гитариста Драган Стојановић Дади се придружио бенду. Године 2000. прва два ЛП издања објављена су на компакт диск издању, на компилацији .
Након петогодишње дискографске паузе, 2005. године бенд је објавио албум под називом Оригинал, на којем се налази петнаест песама које су написали Слободан Боца Самарџић, Миомир Муки Мушицки и Драган Стојановић Дади. Албум је објављен за издавачку кућу One records, а продуцирао га је Дуда Безуха, као и сва претходна издања. На албуму су гостовали Јован Лоле Савић и Петар Пера Миладиновић. Године 2004. Божиновић је преминуо, а Зона Б је наставила активност са пет чланова.
Године 2007. бенд је објавио албум Devil Blues за One Records, а продуцирао га је Безуха. Исте године објавили су уживо албум под називом Здраво-живо — Алексинац 11. 8. 2006, снимак наступа бенда 2006. године у Алексинцу.
Године 2010. бенд је снимио песму The Joker и посветио је српском тенисеру Новаку Ђоковићу. Године 2011. бенд је прославио 25 година постојања концертом у београдском клубу Ган, који су одржали са бендом Point Blank. Током исте године бенд је објавио албум под називом Joker, на коме се налази 15 песама, а музику је написао Безуха, док је текстове написао Мушицки. На албуму су гостовали Васил Хаџиманов, Огњен Радивојевић, Тања Јовићевић, Мирослав Цветковић Цвеле и други. Године 2014. бенд је објавио ДВД издање Црна маца, које је снимљено 1997. године у клубу Црна маца у Београду, а снимак се емитовао на Радио телевизији Србије. ДВД је промовисан концертом у Дому омладине Београда, а бенду су се на бини придружили Тања Јовићевић, Драгољуб Црнчевић, Јован Илић, Петар Миладиновић, Раде Радивојевић и Лоле Савић.
У 2015. години, објављен је ЦД "Лајв” са концерта у Дому омладине Београда одржаног 05.12.2014.г.
2018. и 2019. година прошле су уз изузетну концертну активност у земљи и региону на 34. Џез Фестивалу у Ваљеву, Џез фестивалу у Крагујевцу, Блуз & Џез Фестивалу "Арт Авлија" у Баваништу, Блуз & Рок Фестивалу у Мостару, Џез Фестивалу "Нишвил" у Нишу, "Бир фест" у Београду и Џез Фестивалу у Петровцу на мору итд.
2020. године објавјују албум “Сонгммејкер” са ауторским композицијама за дискографску куће “Вертикал Џез”.

## Дискографија

### Студијски албуми
- Бестселер (1991)
- (1993)
- Пират (1999)
- Оригинал (2005)
- (2007)
- (2011)
- Сонгмејкер (2020)

### Албуми уживо
- Здраво-живо — Алексинац 11.08.2006. (2007)
- Зона Б Лајв - Дом Омладине Београд, 2014.

### Компилацијски албуми
- (2000)

### Видео албуми
- Црна маца (2014)

### Гостовање на компилацијама
- (1994)
- (2000)
- (2000)